# Eurospin
Eurospin Italia S.p.A. è un'azienda italiana della grande distribuzione organizzata di alimentari e generi di largo consumo del canale discount presente in Italia, Slovenia, Croazia e Malta.

## Storia
Eurospin nasce nel 1993 su iniziativa di quattro famiglie di imprenditori già attive nella GDO: i Pozzi della lombarda Dugan, i Mion della veronese Migross, gli Odorizzi della cooperativa trentina Dao, e i Barbon della trevigiana Vega. Il gruppo, prima catena di discount di proprietà italiana, ha utilizzato inizialmente la formula del franchising per poi cominciare ad aprire anche punti vendita di proprietà. 
Nel 2004 l'insegna è sbarcata in Slovenia (insieme a Era d.d.) mentre nel 2020 ha aperto i suoi primi discount in Croazia, e nel 2024 è approdata a Malta.
Dal 2009 si occupa anche della vendita di viaggi con il marchio Eurospin Viaggi.
La seconda parte del nome aziendale, come visibile in grafica e nello slogan, è un acronimo di "SPesa INtelligente".

## Struttura del gruppo
Eurospin Italia ha funzioni di holding e gestione delle attività strategiche di acquisto, assicurazione qualità, ricerca e sviluppo, formazione, logistica, marketing, merchandising, controllo di gestione, elaborazione dati, progettazione, espansione; della holding fanno parte cinque società operative italiane che utilizzano esternamente il marchio Eurospin in diverse regioni: Spesa Intelligente, Eurospin Tirrenica, Eurospin Lazio, Eurospin Puglia ed Eurospin Sicilia. Oltre alle cinque società italiane, ve ne sono due straniere: la slovena Eurospin Eko per la Slovenia e la croata Eurospin Hrvatska per la Croazia.
Eurospin Italia è controllata dalle quattro famiglie originarie, tutte socie paritarie al 25%, tramite le loro società Migross, Dao, Shop e Vega.
Il gruppo è gestito dalla società per azioni Eurospin Italia SpA, con sede a San Martino Buon Albergo in provincia di Verona. Funziona come una holding di gestione, responsabile dell'acquisto di beni e dei servizi di supporto, tra cui marketing, garanzia della qualità, logistica, fatturazione, elaborazione dati, controllo, pianificazione, sviluppo aziendale e altro ancora.

## Servizi di vendita online
Eurospin ha sviluppato nel tempo una serie di servizi digitali rivolti ai consumatori. Il servizio di spesa alimentare online è disponibile con tre modalità: consegna a domicilio (attiva nelle aree di Milano, Monza e Pavia), ritiro in negozio (Clicca e Ritira) e ritiro tramite armadietti automatici (Locker). Le modalità di ritiro in negozio sono disponibili in alcuni punti vendita di Bari, Catania, Firenze, Latina, Lecce, Milano, Palermo, Padova, Reggio Calabria, Roma, Siracusa e Verona. Il locker è attualmente disponibile solo presso il punto vendita di Milano Bisceglie.
È attivo anche un portale dedicato all’acquisto di prodotti non alimentari, come articoli per la casa, tecnologia e tempo libero 

Dal 2009, il gruppo gestisce inoltre un servizio di prenotazione viaggi (Eurospin Viaggi), operando come agenzia e tour operator 

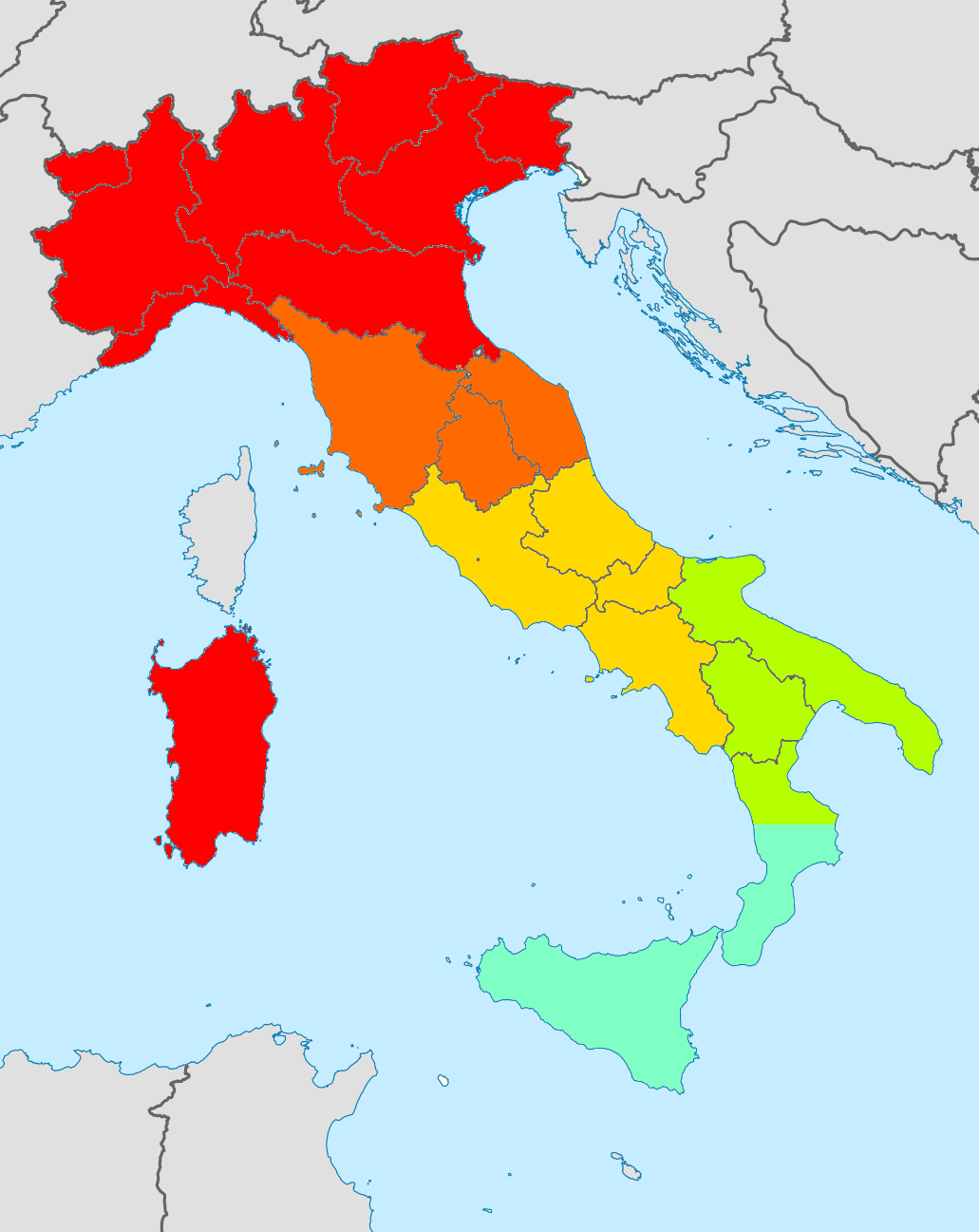
Le società operative di Eurospin: Spesa Intelligente (rossa), Eurospin Tirrenica (arancione), Eurospin Lazio (giallo), Eurospin Puglia (verde chiaro), Eurospin Sicilia (verde-ciano).

## Dati economici e finanziari
Ad oggi Eurospin conta, nei quattro Paesi in cui è presente, circa 20.000 dipendenti impiegati in oltre 1.200 punti vendita di cui circa il 75% di proprietà e a gestione diretta, riforniti da 17 depositi. Nel 2021 ha sviluppato un fatturato pari a 8 miliardi di euro.

## Punti vendita
La rete di vendita di Eurospin nel 2024:
| Paese    | Apertura | Numero punti vendita |
| -------- | -------- | -------------------- |
| Italia   | 1993     | 1.200                |
| Slovenia | 2004     | 59                   |
| Croazia  | 2020     | 28                   |
| Malta    | 2024     | 1                    |